# Lugo de Llanera
Lugo é uma paróquia rural do município de Llanera, na comunidade autônoma das Astúrias, atual território da Espanha, e Lugo de Llanera é uma das localidades mais importantes desta paróquia, sendo a maior do município.
Tem uma população, segundo o INE/2005, de 4.315 habitantes e inclui as seguintes entidades: La Bérbola, Caravies, Castañera, Castiello, Fonciello, Mundín, Pando, Pondal, Robledo, Santa Rosa, Silvota y El Truébano. Há um caminho de ferro que atravessa a localidade, possuindo uma estação ferroviária da Renfe. Também há uma escola pública, um posto de saúde e diversos ginásios, quadras poliesportivas e parques.